# Saint-Hymetière-sur-Valouse
Saint-Hymetière-sur-Valouse – gmina we Francji, w regionie Burgundia-Franche-Comté, w departamencie Jura. W 2013 roku liczba ludności wynosiła 435 mieszkańców. 
Gmina została utworzona 1 stycznia 2019 roku z połączenia czterech ówczesnych gmin: Cézia, Chemilla, Lavans-sur-Valouse oraz Saint-Hymetière. Siedzibą gminy została miejscowość Chemilla. 